# Shin Meiwa US-1
El Shin Meiwa US-1 es un avión anfibio japonés de tipo hidrocanoa con capacidad STOL, diseñado y construido por la compañía Shin Meiwa, que es empleado en labores de búsqueda y rescate por la Fuerza Marítima de Autodefensa de Japón.

## Historial
El US-1 es un monoplano de ala alta, equipado con cuatro motores turbohélice y hélices de tres palas. Su fuselaje inferior está diseñado siguiendo un esquema supresor de salpicaduras de agua que le permite amerizar con olas de más de tres metros de altura. Un quinto motor, un turboeje General Electric T58 con una turbina más pequeña, produce aire comprimido para aumentar la sustentación a baja velocidad e incrementar las capacidades STOL de despegue y amerizaje corto. 
El US-1 es un desarrollo del previo Shin Meiwa PS-1 empleado en guerra antisubmarina. Una extensiva serie de modificaciones, en las que se retiró todo el armamento y equipo táctico, se añadieron nuevos depósitos de combustible y se incorporó material para labores de búsqueda y rescate dieron origen al US-1. Sin embargo, el principal y mayor cambio supuso la revisión y modificación del tren de carreteo, convirtiéndolo en un auténtico tren de aterrizaje, dando por tanto capacidades anfibias al US-1, que puede tomar tierra en un aeropuerto convencional. 
Con apenas seis unidades entregadas, Shin Meiwa desarrolló una nueva versión, la US-1A, con una electrónica mejorada y motores más potentes, estando todavía en servicio incluso tras la aparición de su sucesor, el US-2. La dotación habitual del US-1 está compuesta por 12 miembros, de los que tres son buceadores de rescate y dos, asistentes médicos.

## Especificaciones (US-1A)
Referencia datos: International warbirds: an illustrated guide to world military aircraft, 1914-2000

### Características generales
- Longitud: 33,45 m
- Envergadura: 33,13 m
- Altura: 9,96 m
- Peso vacío: 23.300 kg
- Peso cargado: 44.996 kg
- Planta motriz: 4× turbohélice General Electric T64-IHI-10J.
  - Potencia: 3493 hp (2605 kW) cada uno.

### Rendimiento
- Velocidad máxima operativa (Vno): 512 km/h
- Alcance: 3817 km
- Radio de acción: km
- Alcance en combate: km
- Alcance en ferry: km
- Techo de vuelo: 7193 m

### Aeronaves similares
- Harbin SH-5
- Martin P5M Marlin
- Beriev Be-12

### Secuencias de designación
US-1 • US-2

### Listas relacionadas
- Anexo:Hidroaviones y aviones anfibios